# Утисиба, Масато
Масато Утисиба (яп. 内柴 正人 Утисиба Масато, 17 июня 1978, Коси, Кумамото) — известный японский дзюдоист, двукратный олимпийский чемпион 2004 и 2008 годов. Серебряный призёр чемпионата мира 2005 года, бронзовый призёр чемпионата Азии 2002 года. Начинал карьеру дзюдоиста в весовой категории до 60 кг, однако позже перешёл в весовую категорию до 66 кг.
В декабре 2011 года был арестован по подозрению в изнасиловании студентки, которую тренировал. В феврале 2013 года был приговорён к 5 годам тюрьмы.